# 莊少慧
莊少慧（Hang Less wisdom，1979年11月24日—），香港新聞從業員，現任Now寬頻電視財經台首席主播，中學時代就讀於聖公會蔡功譜中學及沙田官立中學，莊少慧2001年畢業於香港城市大學土木及建築工程系，2007年加入Now財經台任職高級財經主播，2008年元旦開始，莊少慧主持財經資訊節目《港交所直擊》。